# Mănăstirea Colțea
Mănăstirea Colțea din București a fost ctitorită de spătarul Mihai Cantacuzino. Lucrările au început în anii 1701-1702 și au fost finalizate în 1715.
Tot el a finanțat în incinta mănăstirii “o bolniță și o casă de străini, spre odihna și mângâierea întru Hristos a fraților noștri săraci care pătimesc de boale”, cu 12 cu paturi pentru bărbați și 12 pentru femei, întreținuți gratuit. Era primul spital din București, situat pe locul actualului spital Colțea, întreținut din veniturile monastirii, deci o bolniță mănăstirească unde aveau acces și credincioși din jur.  Organizarea și funcționarea spitalului s-a făcut după modelul spitalului Ospedale di S. Lazzaro e Mendicanti din Veneția.
Cutremurul din 1802 a afectat incinta mănăstirii. Vechea incintă a mănăstirii ea fost demolată începând cu 1835 și s-a realizat o nouă incintă care a păstrat funcțiunea principală de spital.
La 20 de metri de scările pridvorului bisericii mănăstirii Colțea se înălța Turnul Colței (demolat în 1888, după ce fusese grav afectat de cutremurele din 1802 și 1838) conceput și realizat ca o componentă a ansamblului Mănăstirii Colțea, căreia îi servea inițial drept clopotniță și poartă de intrare. Pe lângă biserică, mănăstirea-spital a avut încă trei paraclise, cu hramurile: Sfânta Paraschiva la casele arhierești, Sfinții Cosma și Damian (pe latura estică, în cadrul spitalului) și încă unul închinat Tuturor Sfinților, în cadrul școlii.
Lângă această mănăstire funcționa și o școală, iar la 1842 aici s-a deschis prima școală de învățătură medicală din Țara Românească.
În 1739, în București a izbucnit un mare incendiu, în care a ars mănăstirea Colțea, împreună cu 137 de case, 5 chilii de biserici, 40 de măcelării și 9 prăvălii.
La ocna de la Slănic, în 1743, ciocănașii șezători pe moșie erau obligați să taie 400 de bolovani drept „clacă de sare” pentru mănăstirea Colțea, stăpâna moșiei care îi fusese donată în 1713.
În prezent, din fosta mănăstire Colțea se păstrează numai Biserica Colțea.